# Nikola Vujović
Nikola Vujović (cyr. Никола Вујовић; ur. 23 czerwca 1981 w Cetynii) – czarnogórski piłkarz grający na pozycji pomocnika.